# Berceni (stacja metra)
Berceni, dawniej Depou IMGB – stacja końcowa metra w Bukareszcie, na linii M2. Stacja została otwarta w 1986.